# Festuca oviniformis
Festuca oviniformis är en gräsart som beskrevs av Jean Jacques Vetter. Festuca oviniformis ingår i släktet svinglar, och familjen gräs. Inga underarter finns listade i Catalogue of Life.